# グリスタン
グリスタン(ウズベク語: Guliston / Гулистон)は、ウズベキスタンの都市。1961年まではミルザチュリ（Мирзачуль/Mirzachul）という名だった。ウズベキスタン東部にある、シルダリヤ州の州都である。 Mirzachül（旧名Golodnaya）ステップの南東部にあり、首都タシケントからは約120km南西にある。この地方の主産業は綿の製糸である。人口は1989年には54,400人、1991年には54,500人であり、2010年の推計では77,300人である。